# Radix (anatomia pająków)

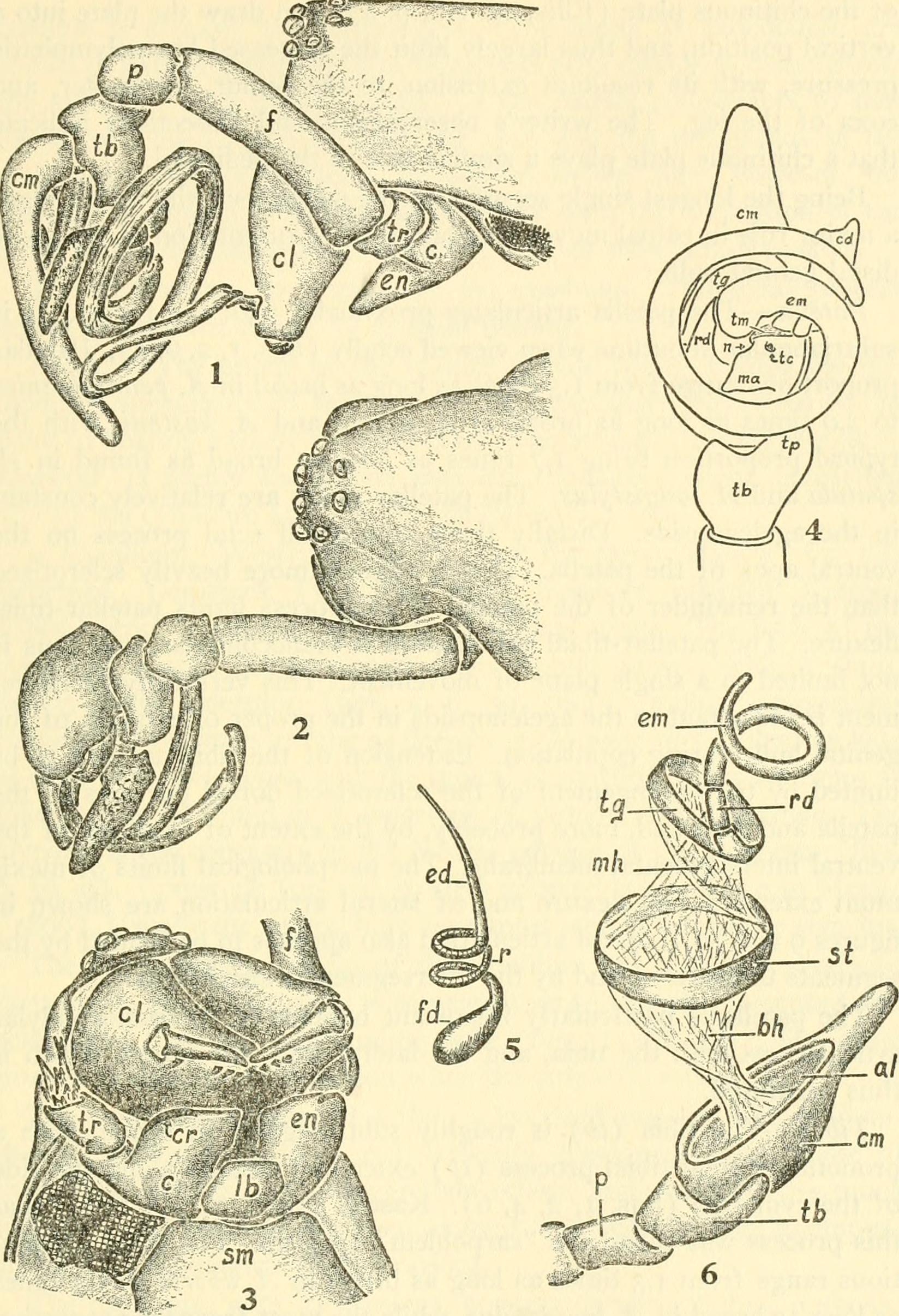
Radix u Agelenopsis aperta oznaczony symbolem rd na rycinie 6

Radix (dosł. korzeń) – element męskich narządów rozrodczych niektórych pająków.
Radix stanowi skleryt w formie apofizy położony w bulbusie nogogłaszczków, między tegulum a embolusem. Ogólnie określa się w ten sposób dwie niehomologiczne struktury.
U krzyżakowatych radix charakteryzuje się błoniastym przyczepem do bardziej dystalnych sklerytów, a przez jego wnętrze przebiega kanalik nasienny. Radix osnuwikowatych nie jest natomiast przecięty przez tenże kanalik i nie jest homologiczny z tym u krzyżakowatych.